# Willy Siller
Pour les articles homonymes, voir Siller.
Willy Siller, né le 3 janvier 1949 à Sankt Koloman, est un pilote automobile de courses de côte et sur circuits autrichien.

## Biographie
L'année de son sacre continental, ce pilote a obtenu des victoires de groupe à Dobratsch, serra da Estrela, Bolzano Mendola, Mont-Dore et Rieti. Il a poursuivi sa carrière en côtes sur monoplace Chevron à la fin des années 1970, avant de revenir aux voitures de Production BMW (M3 naissantes) en 1986-87.
L'année suivant son sacre européen, il s'est classé 7e en championnat britannique de Formule 3, sur Modus M1-Toyota.
Il a aussi participé à quelques courses en championnat d'Europe de Formule 2 en 1979 et 1980 sur sa Chevron B35- BMW/Schnitzer.
Il possède un garage automobile à Kuchl.

## Palmarès

### Titres
- Champion d'Europe de la montagne en catégorie Touring Car, en 1975 sur BMW 2002 Ti (Gr. 5);
- Champion d'Autriche de la montagne en catégorie Touring Car, en 1979.